# Gallane
Le gallane est un composé chimique de formule GaH3. Il s'agit d'un gaz incolore photosensible qui ne peut être concentré sous forme pure. On n'en connaît pas d'application pratique et il fait l'objet de recherches essentiellement académiques. Il a été détecté comme espèce transitoire en phase gazeuse, également à basse température (3,5 K) en faisant réagir avec de l'hydrogène H2 des atomes de gallium libérés par ablation laser, ou encore dans une matrice d'argon à partir de digallane Ga2H6.
Les analyses par spectroscopie infrarouge indiquent que la molécule GaH3 présente une géométrie plane trigonale. La liaison Ga−H a une longueur calculée dans la fourchette de 155,7  à   158,7 pm. Les monomères GaH3 forment à l'état gazeux des dimères de digallane(6) Ga2H6, et la variation d'enthalpie associée à la dissociation Ga2H6 ⟶ 2 GaH3 a été estimée expérimentalement à 59 ± 16 kJ/mol.
Dans la mesure où GaH3 ne peut être produit ni isolé facilement, les réactions qui l'utilisent partent plutôt du digallane(6) Ga2H6 ou d'adduits par exemple de la forme L·GaH3, où L est un ligand monodenté. On peut obtenir de tels adduits à partir du digallane(6) ou, compte tenu du fait que le digallane se décompose au-dessus de −20 °C en gallium métallique et hydrogène H2, à partir d'un sel de tétrahydrurogallate, par exemple le tétrahydrurogallate de lithium LiGaH4, ou encore par déplacement de ligand à partir d'un ligand existant :
Ga2H6 + 2 NMe3  (NMe3)2·GaH3 ;
LiGaH4 + Me3NHCl ⟶ LiCl + H2 + Me3N·GaH3 ;
Me2NH + Me3N·GaH3 ⟶ Me2NH·GaH3 + Me3N.
Par rapport à l'hydrure d'aluminium AlH3, le gallane tend à adopter avec des ligands semblables une coordinence inférieure. La structure monomérique de l'adduit Me3N·GaH3 a été confirmée aussi bien en phase gazeuse qu'à l'état solide, ce qui diffère de l'adduit analogue d'aluminium Me3N·AlH3, dimérique à l'état solide, avec des atomes d'hydrogène pontants.